# Bulgária a 2011-es úszó-világbajnokságon
Bulgária a 2011-es úszó-világbajnokságon hat sportolóval vett részt.

## Érmesek
|     | Nemzet   | Arany | Ezüst | Bronz | Összesen |
| 15. | Bulgária | 1     | 0     | 0     | 1        |

| Érem      | Név             | Sport          | Esemény                             | Dátum      |
| --------- | --------------- | -------------- | ----------------------------------- | ---------- |
| Aranyérem | Petar Sztojcsev | Hosszútávúszás | Férfi 25 kilométeres hosszútávúszás | július 23. |

## Hosszútávúszás
Férfi
| Versenyző       | Esemény                             | Döntő     | Döntő     |
| Versenyző       | Esemény                             | Idő       | Helyezés  |
| --------------- | ----------------------------------- | --------- | --------- |
| Petar Sztojcsev | Férfi 10 kilométeres hosszútávúszás | 1:55:39.5 | 27        |
| Petar Sztojcsev | Férfi 25 kilométeres hosszútávúszás | 5:10:39.8 | Aranyérem |

## Úszás
Férfi
| Versenyző           | Esemény                       | Selejtezők | Selejtezők | Elődöntő | Elődöntő | Döntő             | Döntő             |
| Versenyző           | Esemény                       | Idő        | Helyezés   | Idő      | Helyezés | Idő               | Helyezés          |
| ------------------- | ----------------------------- | ---------- | ---------- | -------- | -------- | ----------------- | ----------------- |
| Ventsislav Aydarski | Férfi 800 méteres gyorsúszás  | 8:13.07    | 35         |          |          | Nem jutott tovább | Nem jutott tovább |
| Ventsislav Aydarski | Férfi 1500 méteres gyorsúszás | 15:46.33   | 23         |          |          | Nem jutott tovább | Nem jutott tovább |

Női
| Versenyző          | Esemény                    | Selejtezők | Selejtezők | Elődöntő          | Elődöntő          | Döntő             | Döntő             |
| Versenyző          | Esemény                    | Idő        | Helyezés   | Idő               | Helyezés          | Idő               | Helyezés          |
| ------------------ | -------------------------- | ---------- | ---------- | ----------------- | ----------------- | ----------------- | ----------------- |
| Nina Rangelova     | Női 100 méteres gyorsúszás | 55.81      | 32         | Nem jutott tovább | Nem jutott tovább | Nem jutott tovább | Nem jutott tovább |
| Nina Rangelova     | Női 200 méteres gyorsúszás | 1:59.30    | 22         | Nem jutott tovább | Nem jutott tovább | Nem jutott tovább | Nem jutott tovább |
| Nina Rangelova     | Női 400 méteres gyorsúszás | 4:12.38    | 19         |                   |                   | Nem jutott tovább | Nem jutott tovább |
| Ekaterina Avramova | Női 50 méteres hátúszás    | 28.66      | 13 Q       | 28.64             | 12                | Nem jutott tovább | Nem jutott tovább |
| Ekaterina Avramova | Női 100 méteres hátúszás   | 1:01.39    | 16 Q       | 1:01.10           | 15                | Nem jutott tovább | Nem jutott tovább |
| Ekaterina Avramova | Női 200 méteres hátúszás   | 2:14.85    | 27         | Nem jutott tovább | Nem jutott tovább | Nem jutott tovább | Nem jutott tovább |

## Szinkronúszás
Női
| Versenyző                          | Esemény               | Selejtező | Selejtező | Döntő               | Döntő               |
| Versenyző                          | Esemény               | Pont      | Helyezés  | Pont                | Helyezés            |
| ---------------------------------- | --------------------- | --------- | --------- | ------------------- | ------------------- |
| Kalina Yordanova                   | Egyéni rövid program  | 77,000    | 19        | Nem jutott tovább   | Nem jutott tovább   |
| Kalina Yordanova                   | Egyéni szabad program | 76,210    | 19        | Nem jutott tovább   | Nem jutott tovább   |
| Iglika Goleminova Kalina Yordanova | Páros rövid program   | 74,400    | 30        | Nem jutottak tovább | Nem jutottak tovább |
| Iglika Goleminova Kalina Yordanova | Páros szabad program  | 76,650    | 28        | Nem jutottak tovább | Nem jutottak tovább |